# Lisa Arce
Lisa Arce (* 8. Juli 1969  in Manhattan Beach) ist eine ehemalige US-amerikanische Beachvolleyballspielerin.

## Karriere
Arce kam an der University of California, Berkeley zum Volleyball. 1994 bis 1996 spielte sie ihre ersten internationalen Beach-Turniere mit Christine Schaefer. Anschließend bildete sie ein neues Duo mit Holly McPeak. Arce/McPeak gewannen zweimal in Busan und siegten beim Open-Turnier in Pescara. Bei der Weltmeisterschaft 1997 in Los Angeles unterlagen sie erst im Endspiel den Brasilianerinnen Sandra Pires und Jackie Silva. Weniger erfolgreich verlief das nächste WM-Turnier in Marseille, das Arce mit ihrer neuen Partnerin Barbra Fontana auf Platz 17 beendete. Außerdem gab es einen dritten Platz in Dalian 1999 und einen zweiten Rang in Espinho 2000.
Im nächsten Jahr spielte Arce wieder mit McPeak. Das wiedervereinigte Duo wurde bei mehreren Open-Turnieren Fünfter und beim Grand Slam in Marseille Dritter. Bei der WM in Klagenfurt reichte es jedoch wieder nur zum 17. Rang. 2003 kam Arce mit Rachel Wacholder bei drei Grand Slams jeweils in die Top Ten.